# Takatori
Takatori (jap. 高取町 Takatori-chō) – miasto w Japonii, na wyspie Honsiu, w prefekturze Nara. Według danych na rok 2020 miejscowość zamieszkiwało 6 729 mieszkańców , a gęstość zaludnienia wyniosła 260,9 os./km².